# Caio Alexandre
Caio Alexandre Sousa e Silva, noto semplicemente come Caio Alexandre (Duque de Caxias, 24 febbraio 1999), è un calciatore brasiliano, centrocampista del Bahia.

## Caratteristiche tecniche
È un centrocampista difensivo.

## Carriera
Cresciuto nel settore giovanile del Botafogo, ha esordito in prima squadra il 18 gennaio 2020 disputando l'incontro del Campionato Carioca perso 1-0 contro il Volta Redonda.
Il 12 marzo 2021 viene acquistato dai Vancouver Whitecaps.

## Statistiche

### Presenze e reti nei club
Statistiche aggiornate al 5 settembre 2021.
| Stagione                   | Squadra                    | Campionato                 | Campionato | Campionato | Coppe nazionali | Coppe nazionali | Coppe nazionali | Coppe continentali | Coppe continentali | Coppe continentali | Altre coppe | Altre coppe | Altre coppe | Totale | Totale |
| Stagione                   | Squadra                    | Comp                       | Pres       | Reti       | Comp            | Pres            | Reti            | Comp               | Pres               | Reti               | Comp        | Pres        | Reti        | Pres   | Reti   |
| -------------------------- | -------------------------- | -------------------------- | ---------- | ---------- | --------------- | --------------- | --------------- | ------------------ | ------------------ | ------------------ | ----------- | ----------- | ----------- | ------ | ------ |
| 2020                       | Botafogo                   | A/RJ+A                     | 10+34      | 1+4        | CB              | 6               | 0               |                    | -                  | -                  |             | -           | -           | 50     | 5      |
| 2021                       | Vancouver Whitecaps        | MLS                        | 15         | 0          | CC              | -               | -               |                    | -                  | -                  |             | -           | -           | 15     | 0      |
| 2022                       | Vancouver Whitecaps        | MLS                        | 4          | 0          | CC              | 1               | -               |                    | -                  | -                  |             | -           | -           | 5      | 0      |
| Totale Vancouver Whitecaps | Totale Vancouver Whitecaps | Totale Vancouver Whitecaps | 19         | 0          |                 | 1               | 0               |                    | -                  | -                  |             | -           | -           | 20     | 0      |
| 2022                       | Vancouver Whitecaps II     | MNP                        | 2          | -          |                 | -               | -               |                    | -                  | -                  |             | -           | -           | 2      | 0      |
| 2022                       | Fortaleza                  | A                          | 12         | 1          | CB              | 0               | 0               |                    | -                  | -                  |             | -           | -           | 12     | 1      |
| 2023                       | Fortaleza                  | PD/CE+A                    | 9+9        | 3+1        | CB              | 1               | 0               | CL+CS              | 4+4                | 0                  | CdN         | 6           | 0           | 33     | 4      |
| Totale Fortaleza           | Totale Fortaleza           | Totale Fortaleza           | 30         | 4          |                 | 1               | 0               |                    | 8                  | 0                  |             | 6           | 0           | 45     | 4      |
| Totale carriera            | Totale carriera            | Totale carriera            | 95         | 10         |                 | 8               | 0               |                    | 8                  | 0                  |             | 6           | 0           | 117    | 10     |

## Palmarès

### Club

#### Competizioni nazionali
- Canadian Championship: 1

Vancouver Whitecaps: 2022

#### Competizioni statali
- Campionato Cearense: 1

Fortaleza: 2023